# 阿曼达·库尔托维克
阿曼达·库尔托维克（挪威語：Amanda Kurtović，1991年7月25日—），挪威女子手球運動員，亦是挪威國家女子手球隊隊員。曾在2011年世界女子手球錦標賽為挪威隊奪得冠軍。

## 生平
2012年，库尔托维克代表挪威參加英國倫敦舉行的奥林匹克运动会女子手球比賽，助球隊成功衛冕。